# Du plaisir
Pour les articles homonymes, voir Plaisir (homonymie).
Albums de Michel Sardou
Bercy 2001 Live 2005 au Palais des sports
Singles
1. Loin (non commercialisé)
Sortie : 2004
2. La Rivière de notre enfance
Sortie : 14 novembre 2004
3. Je n'oublie pas
Sortie : 2005
4. Non merci
Sortie : 2005

Du plaisir est le vingt-troisième album studio de Michel Sardou paru chez AZ / Universal le 10 mai 2004.
Alors qu'il avait annoncé son retrait de la chanson en 2001, Michel Sardou revient, trois ans plus tard, avec un opus dont les producteurs ont été renouvelés. On ne retrouve plus, aux compositions, la signature régulière de Jacques Revaux, de même que les paroliers ont de nouveaux visages (Robert Goldman qui signe sous le pseudonyme de J. Kapler, Jacques Veneruso).
Ce retour sur le devant de la scène sera couronné de succès, Du plaisir devenant son premier disque de diamant en mai 2005 avec plus de 1 200 000 exemplaires vendus. Cela en fait d'ailleurs sa deuxième plus importante vente d'album studio, derrière Les Lacs du Connemara parus en 1981.

## Fiche technique
- AZ / Universal Music Group 983 031-7[4]

### Liste des titres
| 1.    | Loin                                            | Michel Sardou - J. Kapler          | J. Kapler                   | 3:24 |
| 2.    | Non merci                                       | Michel Sardou                      | Jacques Veneruso            | 3:25 |
| 3.    | La Vie, la Mort, etc.                           | Michel Sardou                      | Michel Sardou               | 3:53 |
| 4.    | La Rivière de notre enfance (en duo avec Garou) | Didier Barbelivien                 | Didier Barbelivien          | 3:22 |
| 5.    | Je n’oublie pas                                 | Michel Sardou - J. Kapler          | J. Kapler                   | 3:37 |
| 6.    | Du plaisir                                      | Michel Sardou - J. Kapler          | J. Kapler                   | 3:22 |
| 7.    | Même si                                         | Michel Sardou - J. Kapler          | J. Kapler                   | 3:02 |
| 8.    | Ce n’est qu’un jeu                              | Michel Sardou                      | Didier Barbelivien          | 3:10 |
| 9.    | Les Hommes du vent                              | Michel Sardou - Didier Barbelivien | Jacques Veneruso            | 4:07 |
| 10.   | J’ai tant d’amour                               | Michel Sardou - J. Kapler          | J. Kapler                   | 3:34 |
| 11.   | Espérer                                         | Michel Sardou                      | Michel Sardou - Davy Sardou | 3:27 |
| 12.   | J’aurais voulu t’aimer                          | Rick Allison                       | Rick Allison                | 3:53 |
| 13.   | Le Livre du temps                               | Richard Seff                       | Daniel Seff                 | 3:41 |
| 14.   | Dis-moi                                         | J. Kapler - Pascale Schembri       | J. Kapler                   | 5:35 |
| 51:32 |                                                 |                                    |                             |      |

### Musiciens
- Basse:  Yannick Hardouin (Titres 1 à 12 et 14)
- Batterie: Laurent Coppola (Titres 1 à 3 et 5 à 14), Laurent Coppola et Thierry Plantadis (Titre 13)
- Guitare: Jean-Philippe Hann (Titres 1, 5 à 7, 11, 12 et 14), Jacques Veneruso (Titres 2 et 9), Donald Meunier (Titre 3), Gildas Arzel (Titre 4), Hervé Tholance (Titres 8 et 13), Jean-Philippe Hann et Cyril Tarquiny (Titre 10)
- Guitare acoustique : Jacques Veneruso et J. Kapler (Titre 6), J. Kapler (Titre 14)
- Harmonica: Christophe Dupeu (Titre 4)
- Violon solo: Hervé Cavelier (Titre 14)
- Programmation claviers : Thierry Blanchard (Titres 1, 5 à 7, 10, 12 et 14), Christophe Battaglia (Titre 2), Rick Allison (Titre 3), Erick Benzi (Titre 4), Florent Bidoyen (Titre 8), Patrick Hampartzoumian (Titre 9), Thierry Blanchard et Florent Bidoyen (Titre 11), Florent Bidoyen et Laurent Coppola (Titre 13)
- B3: Stéfan Patry (Titre 3)
- Arrangements cordes et claviers: Pierre-Jean Scavino (Titre 2)
- Orchestration: Patrick Brugalière (Titres 1 et 5)
- Orchestre: Orchestre symphonique de Radio Budapest (Hongrie) (Titres 1 et 5)
- Chœurs: Jacques, Rick, Zoé, Florent, Fred, Robert, Jean-Philippe, Patrick (Titre 1), Zoé Gilbert (Titre 3), J. Kapler et Jean-Philippe Hann (Titres 5, 7 et 14), J. Kapler, Jean-Philippe Hann, Olivia Ada-Seba, Marie-Céline Chrone, Joëlle Esso, Serge Georges, Georges Seba et Marie-Louise Seba (6), Florent Bidoyen et Didier Barbelivien (Titre 8), Jean-Philippe Hann (Titres 11 et 12), Florent Bidoyen (Titre 13)
- Direction chœurs: Georges Seba (Titre 6)
- Coach vocal : Florent Bidoyen
- Réalisation et arrangements : Thierry Blanchard et J. Kapler (Titres 1, 5, 6, 7, 10 et 14), Jacques Veneruso et Christophe Battaglia (Titre 2), Rick Allison (Titre 3), Erick Benzi (Titre 4), Michel Sardou, Florent Bidoyen et Rick Allison (Titre 8), Patrick Hampartzoumian et Jacques Veneruso (Titre 9), Thierry Blanchard et Florent Bidoyen (Titre 11), Florent Bidoyen et Michel Sardou (Titre 13)

### Équipe technique et production
- Enregistrement et mixage : Thierry Blanchard assisté de Raphaël Auclair (Titres 1, 5 à 7, 10 à 12 et 14), Christophe Battaglia (Titre 2), Christian St-Germain, Patrice Courtois et Florent Bidoyen assistés de Laurence Helie, Raphaël Auclair, Gérald Cappaldi et Gautier Marinof (Titre 3), Gildas Lointier, Humberto Gatica et Erick Benzi (Titre 4), Florent Bidoyen assisté de Cyrille Janssens (Titres 8 et 13), Patrick Hampartzoumian (Titre 9)
- Studio : Hauts de gammes (Boulogne-Billancourt) (Titres 1, 3, 5 à 7, 9 à 12 et 14), Hithouse (Montréal) pour mixage stéréo (3), Piccolo (Montréal) pour mixage 5.1 (Titre 3), Bateau-Soleil (Titre 4), Music Design Project (Titres 8 et 13)
- Masterisé au son 5.1: M. Poussin (Studio DES)